# Operazione Quercia
Operazione Quercia (in tedesco Unternehmen Eiche) fu il nome in codice dato all'operazione militare condotta il 12 settembre 1943 dai paracadutisti tedeschi della 2. Fallschirmjäger-Division che portò alla liberazione di Benito Mussolini dalla prigionia a Campo Imperatore, sul Gran Sasso. Dopo essere stato arrestato il 25 luglio 1943, Mussolini venne condotto in varie località e alla fine trasferito a Campo Imperatore a fine estate del 1943, una zona isolata e raggiungibile solo tramite funivia, dove era controllato a vista. Per non rischiare di farlo cadere in mano agli Alleati, Adolf Hitler ordinò al generale dei paracadutisti Kurt Student di organizzare una missione per la liberazione del Duce servendosi dei suoi Fallschirmjäger, a cui vennero aggregati, per ragioni politiche, sedici uomini del Servizio di sicurezza (Sicherheitsdienst - SD) delle SS agli ordini del capitano Otto Skorzeny.
Il 12 settembre, pochi giorni dopo il proclama Badoglio che annunciava la resa incondizionata delle forze italiane agli Alleati, i paracadutisti tedeschi lanciarono un audace assalto per liberare Mussolini, che si risolse con successo e senza perdite per gli assalitori. Grazie ai suoi contatti diretti con Ernst Kaltenbrunner e Heinrich Himmler, fin da subito Skorzeny riuscì a imporre la propria versione distorta e autocelebrativa dei fatti avvenuti sul Gran Sasso, versione che per ragioni politiche e di prestigio fu utilizzata e resa ufficiale dalla propaganda nazista, la quale utilizzò la figura di Skorzeny e il successo dell'azione per risollevare il morale dell'esercito tedesco dopo i rovesci in Tunisia, in Sicilia e sul fronte sovietico. Tale ricostruzione nel dopoguerra trovò ampio risalto, nonostante i rapporti ufficiali e le testimonianze dei protagonisti negassero un reale coinvolgimento di Skorzeny nella fase preparatoria ed esecutiva dell'operazione.

## Antefatti
Fin dall'entrata in guerra a fianco della Germania nazista, l'Italia subì una lunga serie di sconfitte culminate nel 1943 con la distruzione dell'8ª Armata in Unione Sovietica a gennaio, la perdita dei possedimenti in Nordafrica a maggio e con l'invasione anglo-statunitense della Sicilia in luglio. In questa situazione critica per il paese e per il regime fascista, esponenti di Casa Savoia, delle forze armate e del regime stesso cercarono una soluzione per concludere un armistizio con gli Alleati. 
Nella notte del 25 luglio 1943, al termine di una burrascosa riunione del Gran consiglio del fascismo iniziata il pomeriggio del 24, Mussolini venne sfiduciato. Il Duce intorno alle 17:00 si recò a Villa Ada per un colloquio con il re Vittorio Emanuele III, il quale gli comunicò la sua sostituzione da capo del governo con il Maresciallo d'Italia Pietro Badoglio; lo fece poi arrestare all'uscita della villa. Tre ore dopo vennero annunciate al paese le dimissioni del Duce e, contemporaneamente, reparti di polizia e carabinieri s'impadronirono dei maggiori centri di comunicazione compiendo arresti fra i fascisti ancora fedeli a Mussolini, evitando così una loro eventuale reazione. A Roma la folla scese in strada abbattendo i simboli del regime e prendendo d'assalto le sedi del partito.
Con l'uscita di scena del Duce, per non indispettire i tedeschi, Badoglio decise di mantenere l'alleanza con la Germania, ma segretamente intavolò le prime trattative con gli Alleati. Temendo una reazione di Adolf Hitler e per impedire eventuali rappresaglie, venne deciso di tenere Mussolini segregato fino al futuro arrivo degli Alleati. Il Duce venne dapprima trasferito a Ponza, ma fin da subito i servizi segreti italiani riferirono che i tedeschi stavano preparando due operazioni: una per occupare Roma ("piano Student") e una per liberare Mussolini ("piano Eiche"). Ponza venne considerata troppo vulnerabile nel caso in cui Hitler avesse dato il via al piano per liberare il Duce, pertanto questi il 7 agosto venne prelevato e condotto all'isola della Maddalena. 
A fine agosto, dopo aver ricevuto informazioni utili dal Sicherheitsdienst (SD), i tedeschi iniziarono a muoversi e inviarono sull'isola della Maddalena un ricognitore Heinkel He 111, sul quale volava il capitano del Sicherheitsdienst Otto Skorzeny con il compito di fotografare l'isola dall'alto. L'aereo a causa di un'avaria dovette ammarare e Skorzeny con l'equipaggio furono tratti in salvo. Venuti a conoscenza del tentativo tedesco, il 28 agosto i servizi di sicurezza italiani prelevarono Mussolini e lo condussero in un albergo ai piedi del Gran Sasso, da dove il 6 settembre venne ulteriormente trasferito in un altro albergo sulla sommità del Gran Sasso, a Campo Imperatore, a più di 2 000 metri di altitudine.
Hitler, consapevole del doppio gioco di Badoglio, oltre che le operazioni "Eiche" e "Student" si riservò, in caso di defezione italiana, l'opportunità di occupare la penisola e disarmare l'esercito italiano dislocato in patria e fuori, pianificando a tale scopo l'operazione "Achse". L'8 settembre, dopo difficili trattative, il governo italiano rese pubblica la resa incondizionata dell'Italia alle forze alleate firmata il precedente 3 settembre. La risposta tedesca, accuratamente pianificata e organizzata nei dettagli operativi, fu rapida e immediatamente efficace. Alle ore 19:50, pochi minuti dopo la conclusione dell'annuncio di Badoglio, venne diramata la parola in codice "Achse" che automaticamente diede il via alle misure aggressive tedesche contro le forze armate italiane in tutti i teatri bellici del Mediterraneo.

## Pianificazione
Quando giunsero le prime notizie dell'arresto di Mussolini, Adolf Hitler, che in quel momento si trovava nella cosiddetta "Tana del Lupo" (Wolfsschanze) a Rastenburg, decise fin da subito di liberare il suo alleato, annientare il governo di Roma e occupare la penisola italiana. Il 26 luglio Hitler convocò presso il suo quartier generale di Rastenburg il suo Stato maggiore, dove venne discussa l'opportunità, poi accantonata, di mettere in moto un contro-colpo di Stato per occupare Roma in pochi giorni. Gli ufficiali dello Stato maggiore convinsero il Führer ad abbandonare l'idea, in quanto non vi erano abbastanza uomini per affrontare i circa 60 000 soldati italiani dislocati attorno alla capitale. Hitler acconsentì a prendere tempo finché nella penisola non vi fossero truppe sufficienti per poterla occupare in forze. 
Tuttavia, il dittatore tedesco non intendeva rischiare che Mussolini cadesse nelle mani degli Alleati, e decise la costituzione di un'unità speciale con il compito di trovare e liberare il Duce. Hermann Göring raccomandò il XI. Fliegerkorps del generale Kurt Student, che si stava addestrando nella Francia meridionale. Student fu subito convocato a Rastenburg e incaricato di studiare un piano per liberare Mussolini, piano denominato "Eiche" (Quercia). Assieme a Student, l'Oberkommando der Wehrmacht (OKW) aveva convocato alcuni ufficiali dell'unità speciale Brandenburg e di unità della Luftwaffe. Tuttavia per le operazioni di spionaggio, sotto pressione di Heinrich Himmler, agli ufficiali della Brandeburg vennero preferiti uomini del Servizio di sicurezza (Sicherheitsdienst - SD) delle Schutzstaffel (SS) al comando del capitano Otto Skorzeny, comandante dell'SS-Jägerbataillon 502, posto comunque sotto gli ordini di Student.
Quando, dopo due giorni di combattimenti, Roma cadde definitivamente in mano ai tedeschi, Student poté concentrarsi sulla questione Mussolini. Con gli Alleati sbarcati a Salerno e gli italiani ufficialmente nemici, in base alle poche informazioni fornite dai servizi segreti tedeschi in Italia, Student organizzò in brevissimo tempo un'azione verso il luogo dove la custodia di Mussolini era considerata più probabile: l'hotel sul pianoro sommitale del Gran Sasso. Verso le ore 15:00 dell'11 settembre Student incaricò il maggiore Harald-Otto Mors d'iniziare la pianificazione dell'azione, la quale sarebbe dovuta iniziare alle 07:30 del giorno seguente. Le unità scelte per l'azione furono gli uomini del I battaglione del 7º reggimento paracadutisti, tranne la 4ª compagnia, trattenuta a Roma. Stabiliti il "quando" e il "dove", Mors dovette occuparsi del "come" e convocò il capitano dell'Abwehr Gerhard Langguth, che aveva effettuato delle fotografie aeree del pianoro sul Gran Sasso, e l'ufficiale addetto alle operazioni di Student, il maggiore Arnold von Roon.
Dopo alcune valutazioni di ordine tattico che esclusero assalti via terra o con truppe aviotrasportate, l'attenzione cadde sull'utilizzo degli alianti. Questi velivoli avrebbero garantito il trasporto di un numero sufficiente di uomini a una distanza tale dall'edificio da assicurare il fattore "sorpresa", grazie al quale poter sopraffare eventuali uomini a guardia del presidio prima che questi potessero reagire. Student ordinò che dodici alianti DFS 230 del 12º Staffel/Luftlande Geschwader 1 fossero trasferiti quanto prima all'aeroporto di Pratica di Mare per trasportare la 1ª compagnia del tenente Georg von Berlepsch, rafforzata da un plotone della 4ª compagnia, per un totale di 120 uomini. Nonostante a Skorzeny fosse stata affidata la parte informativa dell'operazione e ai suoi uomini l'operazione che prevedeva la liberazione dei familiari di Mussolini a Rocca delle Caminate, egli riuscì a persuadere il generale Student a lasciarlo partire per il Gran Sasso con alcuni uomini delle SS.
Di fatto, il servizio informazioni tedesco non era riuscito a rilevare la vera consistenza del presidio italiano sul Gran Sasso; Langguth la stimava all'incirca in un centinaio tra carabinieri e poliziotti, e altrettanti ad Assergi, località dove sorge la base della funivia per il Gran Sasso. In base all'esperienza avuta durante i combattimenti per Roma, i tedeschi si aspettavano una significativa resistenza del presidio e, per evitare di lasciare i paracadutisti in balia di eventuali contrattacchi provenienti dagli uomini a presidio della funivia, Mors decise che lui e gli uomini della 2ª e 3ª compagnia (circa 260 soldati) nella notte tra l'11 e il 12 sarebbero partiti da Frascati in direzione Assergi, dove si sarebbero impadroniti della stazione di base. 
Nel corso della sera dell'11 settembre Mors e Student, riuniti a Frascati, si concentrarono sulla fase dell'esfiltrazione. Venne previsto che in caso la funivia fosse rimasta danneggiata dai combattimenti, Student avrebbe messo a disposizione due aeroplani leggeri Fieseler Fi 156 in grado di atterrare e decollare nel pianoro su cui sorgeva l'hotel in cui era rinchiuso Mussolini. Student predispose poi due compagnie di paracadutisti da lanciare sull'aeroporto dell'Aquila per assicurare la necessaria protezione alle operazioni, che prevedevano l'arrivo del Duce e il suo seguente imbarco all'aeroporto dell'Aquila per essere condotto a Vienna.

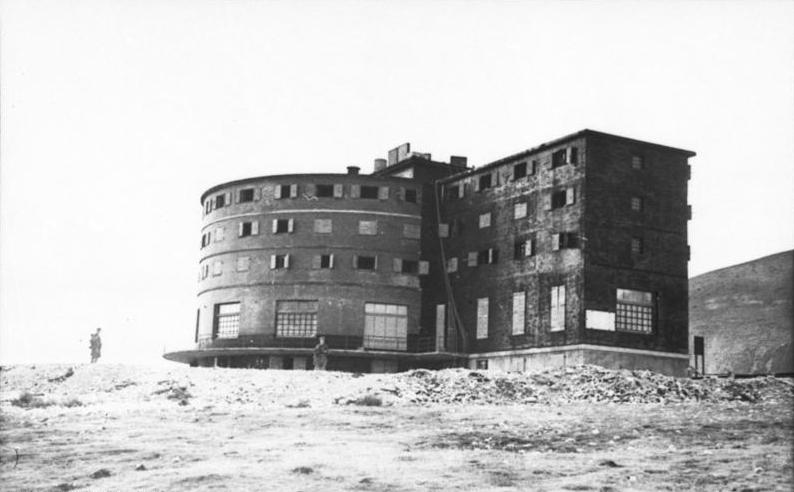
L'albergo a Campo Imperatore fotografato nelle ore successive alla liberazione di Mussolini

Quando Mors e von Berlepsch vennero a conoscenza del fatto di dover lasciare a terra diciotto dei propri uomini per permettere a Skorzeny e a diciassette uomini dei servizi segreti di partecipare all'azione, si preoccuparono non poco ma dovettero rispettare gli ordini, anche perché problemi ben più pressanti angustiavano i due. Con l'avvicinarsi della mezzanotte divenne chiaro che gli alianti non sarebbero arrivati in tempo a Pratica di Mare e che la colonna motorizzata diretta alla funivia non sarebbe stata in grado di rispettare la tabella di marcia, così Mors venne autorizzato da Student a rinviare l'operazione alle ore 14:00 del 12 settembre. Alle 03:00 Mors mosse da Frascati con la colonna motorizzata diretto ad Assergi.
Von Berlepsch organizzò la forza d'assalto del Gran Sasso dividendo gli alianti in quattro gruppi, in base alla convenzione tedesca che prevedeva l'impiego degli alianti in formazioni da tre, denominati Kette. Mors fornì a von Berlepsch una squadra di addetti alle comunicazioni, due assistenti di sanità, una sezione mitragliatrici, una sezione mortai e un plotone Panzerjäger con cannone controcarro 2,8 cm sPzB 41. Lo stesso von Berlepsch avrebbe guidato la prima Kette con tre alianti e trenta uomini del I plotone per condurre l'assalto iniziale all'albergo. Aggregato in qualità di "consigliere politico", Skorzeny con i suoi uomini sarebbero saliti sugli alianti nella seconda Kette con l'incarico primario di prendere il controllo della zona di atterraggio, sorvegliare eventuali prigionieri e, una volta che i paracadutisti avessero liberato Mussolini, di prendere quest'ultimo in custodia. 
La terza sezione del maresciallo Eugen Abel al comando del II plotone si sarebbe impadronita della stazione superiore della funivia e la quarta, con il III plotone del sottotenente Gradler, con armi pesanti, addetti alla sanità e alle comunicazioni, avrebbe assicurato assistenza a seconda delle necessità. Il primo Kette sarebbe atterrato con i suoi tre alianti in simultanea, mentre gli altri alianti sarebbero atterrati a un minuto di distanza uno dall'altro, in modo tale da avere l'intero contingente a terra in circa dieci minuti.
Nel frattempo Skorzeny si adoperò per tramare alle spalle di Mors e von Berlepsch per propri fini personali. Unilateralmente incluse nell'operazione il generale italiano Fernando Soleti, prelevato da Roma su indicazione di Herbert Kappler, il quale si pensava disponesse di informazioni utili sulla guarnigione a protezione di Mussolini. Secondo le fonti di Kappler, Soleti aveva mandato alcuni uomini della PAI sul Gran Sasso l'8 settembre, il che confermava che quella era la località dove il Duce era stato trasferito. Skorzeny pensò quindi di utilizzare Soleti quale "arma" per irrompere nell'hotel senza sparare, e ordinò a Karl Radl di condurre Soleti all'aeroporto di Pratica di Mare, dove intorno alle 10:00 venne informato che avrebbe partecipato all'azione. Skorzeny infine escluse due paracadutisti per far spazio a un fotografo e a un corrispondente di guerra, palesando la sua volontà di rendere l'azione spendibile in ambito propagandistico.

## L'incursione

### L'attacco terrestre

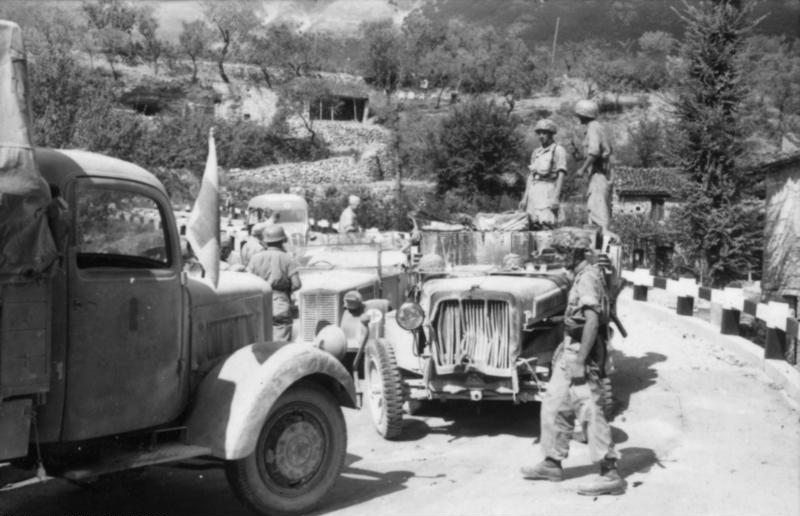
Colonna motorizzata tedesca

Preceduta da un nucleo di ricognizione motociclista, la colonna tedesca composta da una quindicina di camion Fiat che trasportava la 3ª compagnia del tenente Karl Schulze e la compagnia comando del battaglione con il maggiore Mors, intorno alle ore 13:00 raggiunse la deviazione per Assergi, presso L'Aquila. Mors ordinò a Schulze di lasciare un distaccamento per formare un posto di blocco e dare l'allarme in caso di interferenza della Divisione "Pinerolo", in quel momento di stanza nel capoluogo abruzzese. Successivamente la colonna si rimise in marcia verso Assergi, dove Mors ordinò ai motociclisti di entrare con cautela nell'abitato e di dirigersi verso la stazione di base della funivia. Gli italiani avevano sistemato alcuni posti di blocco e in questo frangente trovò la morte la guardia forestale Pasqualino Vitocco, che si trovava nei pressi del posto di blocco a sud di Assergi: Vitocco, in circostanze mai del tutto chiarite, fu colpito da una raffica di mitra alla schiena.
Quando il distaccamento tedesco entrò ad Assergi fu attaccato dai militari italiani appostati negli edifici, ma la superiore capacità di fuoco dei tedeschi costrinse gli italiani a desistere; uno di loro, Giovanni Natali, venne ucciso, mentre altri due carabinieri rimasero feriti. Quando il grosso della colonna raggiunse la stazione di base della funivia gli italiani si arresero e Mors, assieme a Schulze e altri paracadutisti, attese il via libera da parte dei paracadutisti impegnati con l'assalto all'albergo, che avrebbero dovuto occupare la stazione superiore della funivia. Erano le ore 14:00, e pochi minuti dopo, alle 14:03, gli alianti iniziarono le manovre di atterraggio. Frattanto il sottotenente Hans Mändel raggiunse col suo distaccamento Rocca delle Caminate: senza incontrare resistenza, fece salire su un'automobile Rachele Mussolini e i figli minori Romano e Anna Maria. Portati all'aeroporto di Rimini, vennero imbarcati su un velivolo della Luftwaffe e trasferiti a Vienna.

### L'attacco aereo

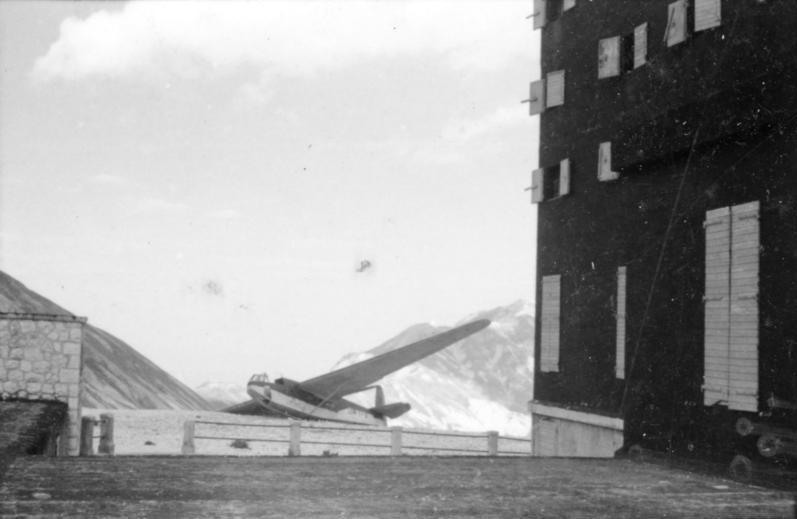
Un DFS 230 atterrato vicino all'albergo

Intorno alle 12:10, mentre i paracadutisti stavano salendo sugli alianti, suonò una sirena di allarme aereo che fece ritardare l'imbarco definitivo, avvenuto alle 13:00; cinque minuti dopo decollò la prima sezione di tre alianti al traino degli Henschel Hs 126 del gruppo di von Berlepsch, mentre le altre due sezioni seguirono a intervalli di due minuti l'una dall'altra. Langguth, che conosceva meglio di tutti il terreno del Gran Sasso, si trovava sull'Hs 126 di testa per guidare la navigazione, ma poco dopo la partenza da Pratica di Mare i tedeschi trovarono forti venti, che convinsero Langguth a eseguire una deviazione non prevista dal piano per superare le cime delle montagne. 
Alle 13:25 circa Langguth ordinò al suo pilota di effettuare una virata di 360º per guadagnare quota; i tre velivoli della prima Kette eseguirono la manovra ma i piloti delle sezioni successive, a 7 km di distanza, rimasero spiazzati e proseguirono dritti, cosicché Skorzeny si trovò in testa alla formazione. In seguito Skorzeny sostenne di aver lui stesso ordinato al pilota Elimar Meyer di procedere, anche se dal rapporto dello stesso Meyer ciò risulta non essere vero, anche perché la cabina di pilotaggio era separata dal vano di carico e Skorzeny non poteva nemmeno vedere il pilota.
Gli Hs 126 si avvicinarono al Gran Sasso da sud-ovest passando vicino a L'Aquila, dove trovarono forti raffiche di vento e un fitto banco di nubi. Nonostante il piano prevedesse l'avvicinamento all'obbiettivo da una quota di 3 200 metri, i piloti decisero di rimanere sotto la copertura delle nubi, a circa 2 800 metri. All'altezza di Assergi gli alianti iniziarono a sganciarsi dagli aerei da traino e i piloti a circuitare intorno al lato meridionale della vetta, manovrando per avvicinarsi alla zona d'atterraggio da sud-est. Dopo lo sgancio Langguth ordinò al pilota del suo Hs 126 di rimanere in quota per osservare l'assalto dall'alto e alle 14:03 i DFS 230 di Skorzeny si apprestavano ad atterrare sulla zona designata.

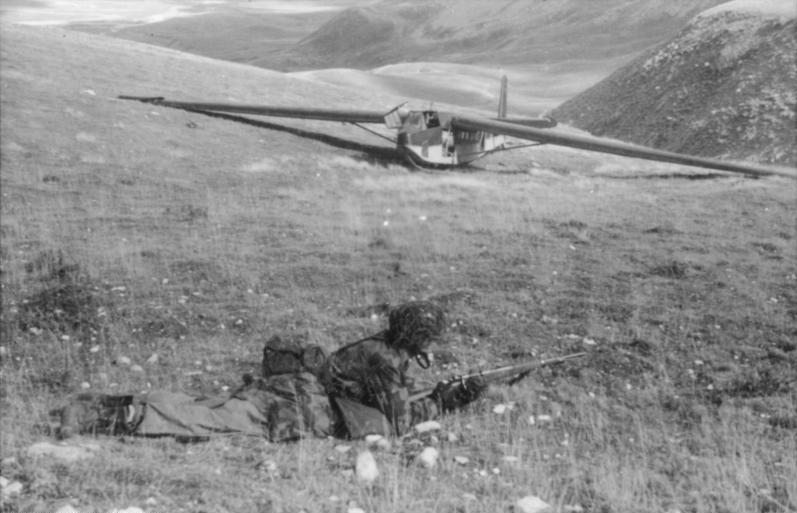
Un fallschirmjäger con la sua carabina K98 davanti a uno degli alianti atterrati a Campo Imperatore

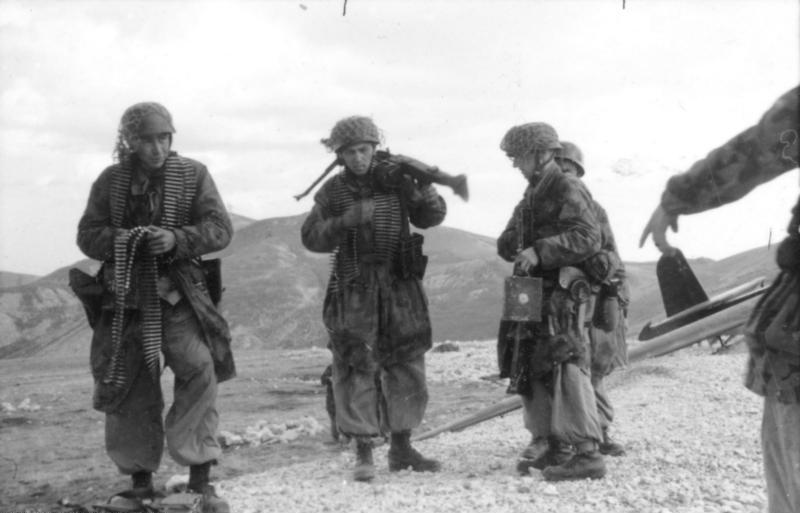
Squadra di paracadutisti armati di MG 42

Come ricorda lo stesso Meyer, solo quando gli alianti furono a circa 150 metri di quota «vedemmo improvvisamente tante persone affluire come formiche a un'uscita. I soldati laggiù non assunsero nessun atteggiamento ostile. Benché qualcuno avesse il fucile o il mitra, tutti si limitarono a guardare con stupore gli aerei sconosciuti. La situazione era visibilmente più favorevole di quanto ci si potesse aspettare». L'impatto degli alianti della prima Kette fu violento e gli occupanti rimasero piuttosto provati dall'atterraggio, compreso il generale Soleti, il quale appena sbarcato cercò, con scarso successo, di comunicare con i soldati del presidio mentre gli altri alianti si apprestavano ad atterrare nei dintorni. Skorzeny - ignorando qualsiasi disposizione - si diresse verso l'ingresso più basso dell'albergo, ma gli altri uomini delle SS non furono di alcuna utilità all'azione, poiché non erano addestrati a questo tipo di operazioni e caddero vittima del mal d'aria.
Mentre Skorzeny si dirigeva all'ingresso dell'albergo, l'aliante n. 5 di Menzel atterrò a un centinaio di metri dall'edificio; poco dopo essere uscito dal velivolo, Menzel si accorse di essersi rotto una caviglia. Nel frattempo il capitano Skorzeny, dopo aver trovato sbarrato un primo ingresso, si diresse sul lato ovest dell'albergo, dove trovò una terrazza a circa un metro e mezzo da terra che non riuscì a raggiungere. Solo l'arrivo del caporale maggiore Himmel, al quale fu ordinato di piegarsi in modo tale da consentire a Skorzeny di salirgli sulla schiena per superare l'ostacolo, consentì allo stesso Skorzeny di entrare nell'albergo.
Nel frattempo atterrarono l'aliante n. 6, i cui occupanti procedettero a occupare la stazione della funivia, e l'aliante n. 7 del maresciallo Eugen Abel. Sul lato orientale dell'albergo intanto il generale Soleti continuava a parlare confusamente con un folto gruppo di uomini del presidio che si erano portati attorno all'aliante di Skorzeny. Allertato dalla concitazione creatasi all'esterno dell'albergo, il tenente Alberto Faiola, comandante dei 43 carabinieri del presidio, entrò nella stanza dell'ispettore generale di pubblica sicurezza Giuseppe Gueli per informarlo e decidere il da farsi. Gueli, che in quel momento stava dormendo, fu preso totalmente alla sprovvista e, dopo essersi diretto di sobbalzo alla finestra, vide gli ultimi alianti atterrare; in preda al panico, urlò dalla finestra alle sentinelle di non sparare. Resosi conto che Gueli non era in grado di ragionare, Faiola si recò nella stanza del suo vice, Osvaldo Antichi, ed entrambi si recarono nella stanza 201 dove era recluso il Duce.

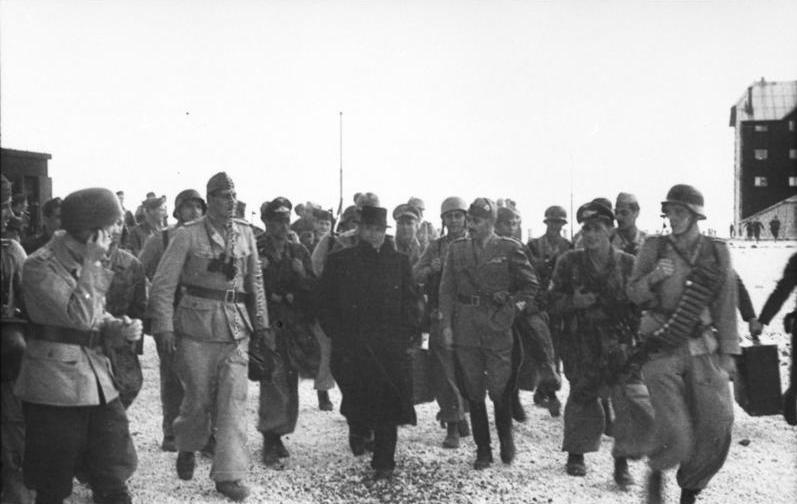
Mussolini scortato fuori dall'albergo da un nutrito gruppo di soldati tedeschi; alla sua destra Otto Skorzeny

Skorzeny si trovò assieme al solo assistente Schwerdt dinanzi all'ingresso dell'albergo e, dopo aver visto Mussolini sporgersi dalla finestra della sua stanza, decise di entrare. Gli italiani all'interno non opposero alcuna resistenza, alcuni non sapendo cosa fare tornarono alle proprie stanze, così Skorzeny poté liberamente salire le scale dell'albergo fino alla stanza 201. Arrivato nella stanza del Duce, Skorzeny intimò a Faiola e Antichi di mettersi contro il muro e pochi istanti dopo entrò Schwerdt che li scortò fuori; a questo punto Skorzeny rivolse un discorso enfatico a uno sbalordito Mussolini: «Duce, il Führer mi ha mandato a liberarvi», disse, proseguendo in una breve autoesaltazione del proprio operato. 
Dopo aver ascoltato Skorzeny, Mussolini esclamò: «Sapevo che il mio amico Adolf Hitler non mi avrebbe abbandonato!», dopodiché chiese di essere portato a Rocca delle Caminate. Erano passati appena dieci minuti da quando l'aliante di Skorzeny aveva toccato terra. 
In realtà l'incarico di prendere in custodia Mussolini era stato affidato al maresciallo Eugen Abel, comandante del plotone della compagnia di von Berlepsch, ma questi, giunto per primo alla stanza di Mussolini, fu scacciato proprio da Skorzeny, che si arrogò un potere gerarchico derivante dal grado di capitano di cui non avrebbe dovuto avvalersi. In questo modo Skorzeny poté affermare di essere stato il primo a presentarsi a Mussolini.
Anche Mors in quel frangente si presentò all'ex Duce del fascismo e l'impressione che il maggiore ebbe di Mussolini venne ricordata nel dopoguerra dallo stesso Mors: «Era un uomo i cui segni della delusione e della sofferenza si leggevano su un volto molto più eloquente delle parole di circostanza. [...] Provai proprio in quell'attimo un senso di pietà verso di lui, restituito alla guerra, alla politica, alla storia. Ed era stato riconsegnato allo scenario internazionale dai soldati tedeschi, non dai suoi connazionali, che invece lo avevano imprigionato. [...] E credo che fosse amareggiato, tanto che, quando i fotografi e l'operatore del cinegiornale UFA chiesero se potesse uscire dall'albergo per sfruttare le migliori condizioni di luce, disse stancamente in tedesco: "Fate di me quel che volete"».
Durante il breve lasso di tempo di dieci minuti tutti gli alianti atterrarono a Campo Imperatore, con il solo aliante n. 8 che ebbe un incidente in fase di atterraggio con qualche ferito. Alle 14:10 anche la Kette di von Berlepsch prese terra e i paracadutisti, attenendosi ai piani, circondarono l'edificio e montarono alcune mitragliatrici MG 42 per tenere sotto tiro l'albergo. Gli italiani rimasero nascosti e alcuni gettarono le armi; solo a quel punto von Berlepsch capì che Skorzeny, di sua iniziativa, era già entrato nell'edificio, così ordinò a parte dei suoi uomini di entrare e ordinò al sottotenente Gerhard Opel, comandante del II plotone della 4ª compagnia di dirigersi alla stazione di arrivo della funivia per aiutare gli uomini dell'aliante n. 6 a occuparla. Gli esterrefatti carabinieri a guardia della funivia consegnarono le armi appena videro i tedeschi, a quel punto i parà contattarono Mors con il seguente messaggio: «Hier Bergstation! Bergstation in unserer Hand!» che confermava la caduta in mano tedesca della funivia. Alle 14:17 von Berlepsch comunicò a Mors il messaggio: «Missione compiuta!». In tutto l'incursione era durata 12 minuti.

### L'esfiltrazione

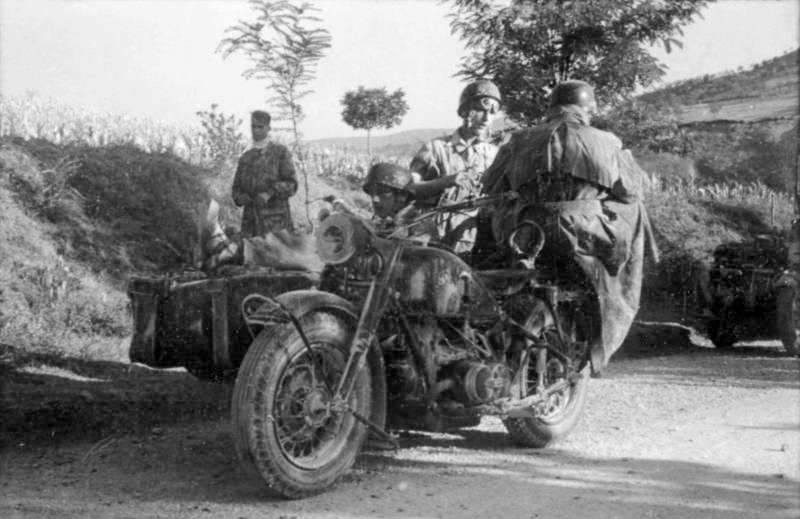
Ricognitori tedeschi durante la ritirata da Assergi

Intorno alle 14:45, appena arrivato all'albergo, Mors incontrò Mussolini, presentandosi come «il comandante responsabile della missione» e comunicandogli che di lì a breve sarebbe stato condotto in Germania, al quartier generale del Führer. Alcuni tecnici dell'Universum-Film AG (UFA) girarono alcuni minuti di filmato con Mussolini e la squadra che l'aveva liberato per il cinegiornale, mentre altri scattarono numerose fotografie del Duce con i membri della missione. Pochi minuti dopo Mussolini fu portato su uno dei due Fieseler Fi 156 inviati da Student sul Gran Sasso a supporto dell'operazione, pilotato dal capitano della Luftwaffe e pilota personale di Student, Heinrich Gerlach. 
L'aereo poteva trasportare solo un passeggero, ma dopo varie insistenze, forse facendo "pesare" il suo grado o forse semplicemente dopo averlo convinto, Skorzeny ottenne il permesso di salire a bordo con Mussolini. La pista corta, l'aria rarefatta e il peso in eccesso portarono Gerlach a decidere di far trattenere le ali dello Storch da alcuni soldati fino a raggiungere il massimo regime del motore. A un segnale, lasciato libero, l'aereo scattò in avanti, prese quota e si diresse verso Pratica di Mare. A quel punto Mors poté comunicare a Student: «Auftrag erfüllt. Duce abgeflogen!» («Missione compiuta. Il Duce è partito»).
Alle 16:15 lo Storch raggiunse Pratica di Mare e gli occupanti si trasferirono su un Heinkel He 111 diretto a Vienna dove, per volere di Hitler, successivamente vennero condotti anche Gueli e Soleti. Da lì Mussolini il giorno successivo fu trasferito a Monaco dove incontrò i figli e donna Rachele. Appena atterrato a Vienna Skorzeny chiamò immediatamente Ernst Kaltenbrunner, riferendogli per filo e per segno la sua versione di quanto era accaduto in Abruzzo; successivamente, all'Hotel Imperial, Skorzeny venne contattato prima da Heinrich Himmler e, successivamente, da Hitler in persona, che si congratulò con lui e - caso più unico che raro - gli assegnò in quello stesso giorno la Croce di Cavaliere e lo promosse al grado di maggiore (Sturmbannführer). 
In serata il radiogiornale tedesco diramò i particolari dell'operazione, elogiando il semisconosciuto Skorzeny, che in un attimo «era diventato un eroe per la Germania nazista e un temerario avventuriero per gli Alleati», e - come scrisse lo storico Patricelli - «ironia della sorte, a causa dell'unica impresa della sua pur audace carriera che non solo non era frutto del proprio ingegno, ma della quale non era stato neppure realmente protagonista».
Nel frattempo sul Gran Sasso gli uomini di Mors diedero alle fiamme gli equipaggiamenti e gli alianti che non potevano essere riportati giù; verso sera i soldati tedeschi iniziarono il trasferimento verso valle con la funivia e si accamparono nei dintorni della stazione di base della medesima. La mattina del 13 settembre Mors ricondusse la colonna motorizzata a Frascati senza alcun contrattempo e senza che gli italiani di stanza all'Aquila prendessero alcuna iniziativa.
Il giorno successivo, il 14 settembre, Mussolini raggiunse la "Tana del Lupo", dove incontrò Hitler; verso sera incontrò anche i gerarchi rifugiatisi in Germania, tra cui Alessandro Pavolini, Renato Ricci, Roberto Farinacci, Guido Buffarini Guidi e Giovanni Preziosi. Nei due giorni seguenti Mussolini, Hitler e vari ministri ebbero ripetuti colloqui per creare le basi per la rinascita di un nuovo Stato fascista, giorni in cui Hitler decise la formazione di un nuovo governo fascista sotto il controllo delle autorità naziste.

## Analisi e conseguenze

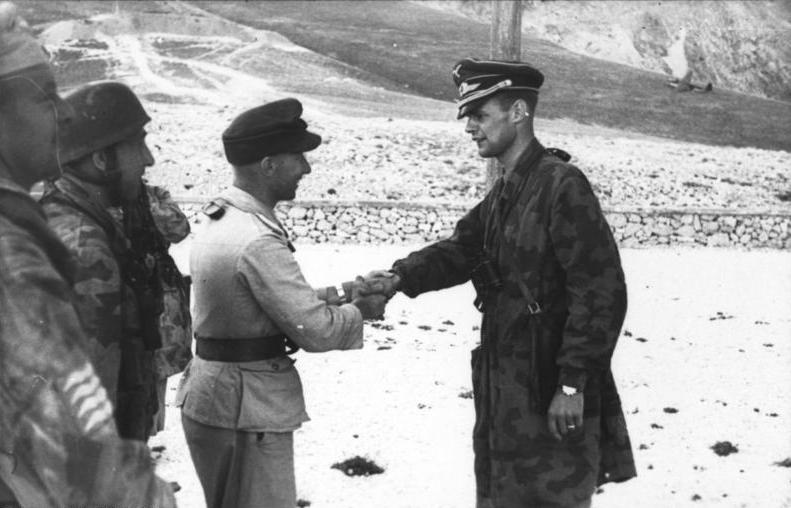
Otto-Harald Mors a sinistra si congratula con l'oberleutnant von Berlepsch

### Le prime reazioni

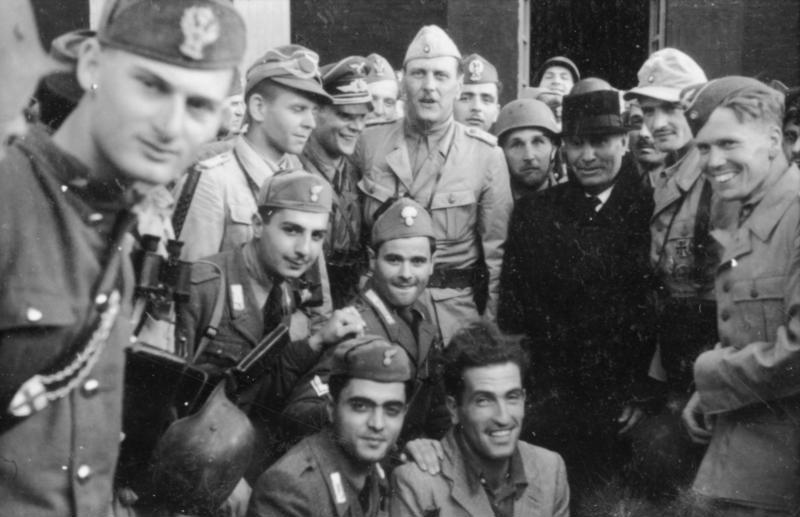
Mussolini in posa con alla sua destra Skorzeny, circondato da soldati tedeschi e da poliziotti e carabinieri italiani

Fin dalla notte tra il 12 e il 13 settembre Mors e von Berlepsch ebbero l'impressione che Skorzeny avesse deliberatamente disobbedito agli ordini per il solo scopo di essere il primo a incontrare Mussolini e avvalorare, tramite foto e riprese, l'idea che fosse stato lui il protagonista dell'azione. In un momento negativo per gli avvenimenti bellici della Germania, Goebbels approfittò dell'ottimo esito dell'operazione sul Gran Sasso avvalorando la versione inventata di Skorzeny, tanto che il 14 settembre, nei radiogiornali tedeschi, Skorzeny venne indicato come l'organizzatore e l'uomo cui andava il merito della liberazione di Mussolini. 
In un'intervista radio Skorzeny si spinse addirittura a raccontare di un violento scontro a fuoco con gli italiani, di molti morti tra i paracadutisti durante gli atterraggi e di come il suo "Commando SS" fosse uscito vincitore, relegando nella sua narrazione i Fallschirmjäger a un ruolo assolutamente marginale.
Già nel 1950 però l'ex braccio destro di Skorzeny, Karl Radl, fu uno di coloro che confutarono la versione raccontata da Skorzeny in cui si parlava di svariati caduti tra i paracadutisti, quando descrisse l'atterraggio degli alianti affermando: «[...] in realtà tutta l'azione fortunatamente non ha provocato vittime». Il 17 settembre il bollettino del Deutsches Nachtrichten Bureau già parlava di «uomini del servizio di vigilanza delle Waffen-SS [...] appoggiati da reparti di paracadutisti», in un totale rovesciamento della realtà in cui gli uomini di Student assunsero sempre di più il ruolo di comprimari agli occhi dell'opinione pubblica.
Ritornato a Frascati dopo l'operazione, Mors s'infuriò e protestò subito con Student, il quale, nonostante si sentisse insultato del mancato riconoscimento del merito dei suoi uomini e dalle invenzioni di Skorzeny e Goebbels, era riluttante ad affrontare Himmler. Quest'ultimo appariva più che mai orientato a utilizzare la versione di Skorzeny per dare credito alle sue SS. Dopo un colloquio con Göring, il generale tedesco capì di avere le mani legate, soprattutto perché non poteva contestare la versione ormai accettata, per ragioni politiche, dallo stesso Hitler. Student riuscì comunque a far ottenere riconoscimenti ai membri della Luftwaffe che avevano preso parte all'assalto: il 17 settembre Gerlach, von Berlepsch e Meyer ottennero la Croce di Ferro, il 28 Mors e Langguth ricevettero la Croce tedesca in Oro. Le cerimonie, tuttavia, avvennero in un campo erboso sui Colli Albani e non al Palazzo dello Sport di Berlino, davanti alle cineprese, come avvenne per le SS di Skorzeny.
In Germania, nel frattempo, la propaganda di Goebbels fece ogni sforzo per aumentare la fama di Skorzeny, in modo tale da tenere alto il morale dell'esercito con esempi di efficienza e audacia. La notizia della liberazione di Mussolini ebbe enorme eco e Skorzeny divenne in brevissimo tempo «l'uomo più pericoloso della Germania». Peraltro non furono i tedeschi ad affermarlo, bensì gli Alleati, ai quali giovava ritenere lo smacco del Gran Sasso come un evento imprevedibile ed eccezionale, dovuto a un uomo con capacità fuori dalla norma.
Dopo l'azione sul Gran Sasso, von Berlepsch rimase ucciso ad Anzio e la 1ª compagnia del 7º reggimento subì gravi perdite, mentre Mors fu trasferito sul fronte orientale per mettere a tacere le sue persistenti proteste sull'operato di Skorzeny. Nell'estate del 1944 il 1º battaglione del 7º reggimento fu inviato in Normandia, dove rimasero uccisi vari uomini che avevano partecipato all'incursione. Quel che rimaneva del battaglione fu ritirato in Belgio a settembre, dove gran parte dei suoi componenti fu catturata dagli Alleati nella sacca di Mons. Sul finire del 1945 c'erano ben pochi superstiti che potessero contraddire la versione dell'ormai famosissimo Skorzeny, divenuto nel frattempo l'uomo di fiducia del Führer per le missioni speciali. L'operazione fu un grande successo, e Himmler se ne servì per creare i suoi battaglioni di paracadutisti indipendenti dalla Luftwaffe. Un mese dopo infatti venne creato l'SS-Fallschirmjäger-Bataillon 500, che Himmler sperava di utilizzare per azioni spettacolari e ad alto rischio. 
Skorzeny partecipò quindi al tentativo di catturare il leader della resistenza jugoslava, il maresciallo Tito (operazione Rösselsprung), non portato a compimento per motivi a lui non imputabili. 
Un altro effetto della missione fu che Himmler riuscì a screditare l'Abwehr di Wilhelm Canaris, che nel febbraio 1944 fu assorbito nel Reichssicherheitshauptamt (o RSHA), l'ufficio Centrale per la Sicurezza del Reich. Gli uomini della Brandenburg furono posti sotto il controllo dei servizi segreti (Sicherheitsdienst) delle SS e si decise di rinunciare alla loro competenza per le operazioni speciali inquadrandoli come reparto di fanteria, spedendoli sul fronte orientale. Alcuni riuscirono a farsi trasferire nel Bataillon 500 di Skorzeny che operò nelle Ardenne, ma la politicizzazione dei servizi segreti tedeschi e delle operazioni speciali di fatto annientò la capacità della Wehrmacht di ripetere i successi come quelli contro il forte di Eben-Emael e del Gran Sasso.
Dopo aver collaborato alla repressione successiva all'attentato a Hitler del 20 luglio 1944, nell'autunno dello stesso anno Skorzeny ebbe l'incarico di catturare il reggente di Ungheria Miklós Horthy, che stava intavolando trattative di pace con i sovietici. La missione ebbe successo, Skorzeny fu promosso tenente colonnello e ricevette la Croce tedesca in oro, ma la sua fama ebbe un'ulteriore impennata durante l'offensiva delle Ardenne, quando con l'operazione Greif contribuì a gettare caos e panico dietro le linee alleate. In tale caos si generò un notevole stato di ansia e un serpeggiante sospetto tra i soldati alleati, in particolare quando essi, sbagliando, ritennero che l'obiettivo reale dell'azione fosse la cattura del generale Dwight Eisenhower.

### Nel dopoguerra

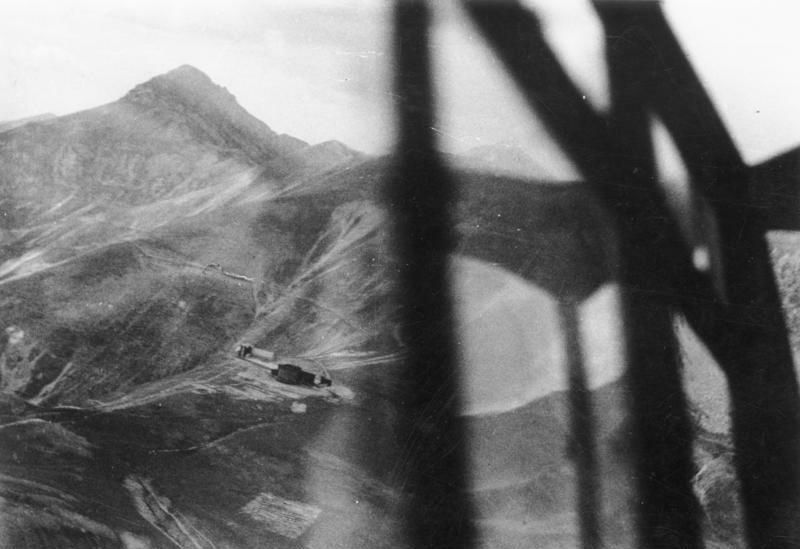
L'albergo di Campo Imperatore fotografato da un DFS 230 il 12 settembre 1943

Nonostante il resoconto ufficiale del tenente Karl Schulze – nel quale Skorzeny non viene nemmeno nominato – e le proteste di Mors, suffragate in tutto e per tutto dal generale Student, la propaganda hitleriana che voleva le SS al centro della scena non poté essere smentita a guerra in corso. Solo cinque anni dopo la fine del conflitto uscì un primo reportage sulla rivista svizzera Curieux, a firma di Jürgen Thorwald, in cui venne confutato punto per punto il racconto di Skorzeny. Nel 1952 la rivista spagnola Revista de aeronautica pubblicò un lungo articolo dal titolo Misión especial scritto dal tenente Hans-Joachim Kurth, dove veniva ricordato come, nonostante la grande eco dell'azione sul Gran Sasso, questa fu un successo per la cooperazione di forze e né Mors né Skorzeny avrebbero dovuto prendersene unicamente il merito: «Se qualcuno deve rivendicare il ruolo di liberatore di Mussolini», scrisse Kurth, «questi è il comandante in capo delle forze paracadutiste, generale Student».
Nel 1959 lo stesso Student inviò a Eugen Dollmann la sua testimonianza sulla vicenda del Gran Sasso dove, oltre a confermare quando detto da Mors, aggiunse: «Gli diedi il mio consenso [a Skorzeny], senza sospetto [...] e permisi che i sedici del Sicherheitsdienst si unissero ai settantotto paracadutisti di von Berlepsch». Ancor più lapidario è il giudizio dello stesso Student sul ruolo di Skorzeny nello studio dell'operazione: «Con il piano Skorzeny non ebbe nulla a che fare». Anzi, neppure con l'attività di spionaggio Skorzeny ebbe un ruolo rilevante: l'intercettazione del messaggio cifrato inviato da Gueli al capo della polizia Carmine Senise, in cui si esplicitava che le misure di sicurezza attorno al Gran Sasso erano ultimate, fu opera di Herbert Kappler, la raccolta di informazioni inerenti spostamenti di truppe e posti di blocco di Erich Priebke, le ricognizioni ad Assergi per controllare se la funivia fosse presidiata furono effettuate dal medico personale di Student, tenente Leo Krutow, mentre le foto della ricognizione aerea furono fatte da Langguth. 
Lo sforzo profuso dai tedeschi nella ricerca di notizie riguardanti il loro obiettivo comunque non ebbe molto successo. Student doveva agire in fretta, ragion per cui l'operazione partì senza che ci fosse la sicurezza di trovare Mussolini nell'albergo del Gran Sasso, e ancor meno si sapeva sulle possibili zone di atterraggio. Le ricognizioni orchestrate da Skorzeny furono inadeguate ed eseguite in modo dilettantesco. Secondo lo storico Robert Forczyc, tutta l'operazione venne condotta disponendo di scarse informazioni. La sorpresa e i fortunati atterraggi degli alianti furono i principali vantaggi per gli attaccanti, ma se – sempre secondo Forczyc – gli italiani sul Gran Sasso avessero offerto una resistenza come fecero i loro commilitoni a Monterotondo, probabilmente l'azione non sarebbe riuscita.

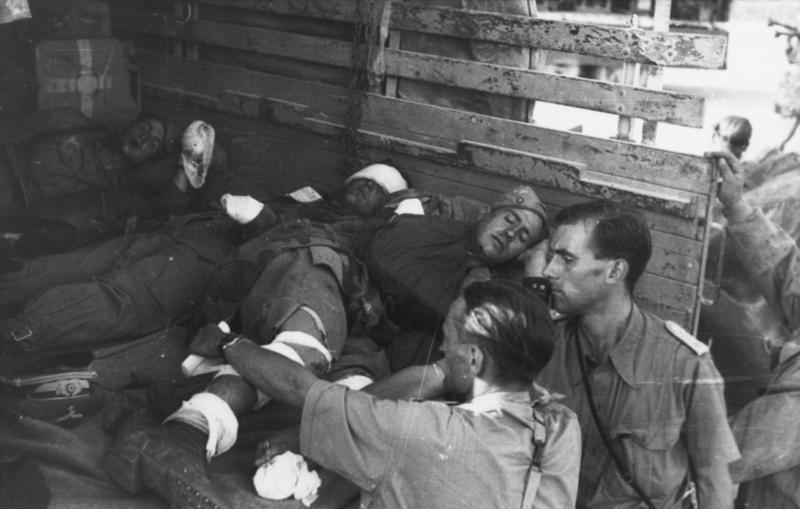
Contrariamente a quanto raccontato da Skorzeny, tra i paracadutisti tedeschi ci furono solo alcuni feriti durante gli atterraggi degli alianti

Nel 1973, a trent'anni esatti dagli avvenimenti, Skorzeny tornò sull'argomento con uno scritto sprezzante e polemico nei confronti di Mors, accusandolo di aver detto il falso e affermando che fu lui a essere nominato a capo dell'operazione dallo stesso Student, e che il merito della liberazione fu suo e delle SS mentre i paracadutisti atterrarono a cose fatte. Versione ovviamente falsa, dato che le direttive di quanto avvenuto prima dell'operazione Quercia sono descritte nella versione di Mors e confermate da Student: «Io ricevetti l'ordine verbale» – riferisce Mors – «di portare via Mussolini vivo o morto. [...] Soltanto dopo Skorzeny chiese a Student che gli fosse consentito di prendere personalmente parte all'impresa. [...] 
Il generale non vide nessuna ragione di proibirglielo. A me disse: «Non possiamo mettere Skorzeny, che è un capitano, agli ordini del tenente von Berlepsch, che guida il gruppo degli alianti da carico. Vi parteciperà come suo sottoposto immediato, come osservatore politico, diciamo, o come consigliere. Non avrà nessuna facoltà di impartire ordini». Ancora nel reportage del 1973 Dal Gran Consiglio al Gran Sasso di Sergio Zavoli e Arrigo Petacco per la Rai, sia Dollmann, sia il generale Student, sia l'ex capitano Gerlach negarono ogni ruolo del capitano Skorzeny nell'operazione.
Nonostante le numerose testimonianze e le ricerche storiografiche – come quella molto approfondita dello storico Marco Patricelli – abbiano smentito il ruolo di Skorzeny quale "liberatore di Mussolini", ne Il giorno della battaglia pubblicato nel 2007 dal giornalista Rick Atkinson la versione distorta di Skorzeny viene accettata senza discussioni. A pagina 288 dell'edizione italiana pubblicata da Mondadori nel 2008 si può infatti leggere: «Hitler affidò il salvataggio del Duce a Otto Skorzeny, un viennese delle truppe speciali [...]. 
Alle 13 del 12 settembre [...] stipò 108 uomini dentro gli alianti e decollò verso il Gran Sasso. Aveva praticato un foro sul fondo di tela del suo velivolo per navigare a vista». Gli fece eco lo storico John Gooch, che nel 2019 nel suo Mussolini's War. Fascist Italy from Triumph to Catastrophe scrive molto sbrigativamente: «[...] il piano di salvataggio fu messo a punto e il 12 settembre una squadra guidata da Otto Skorzeny liberò Mussolini».

### La mancata reazione degli italiani

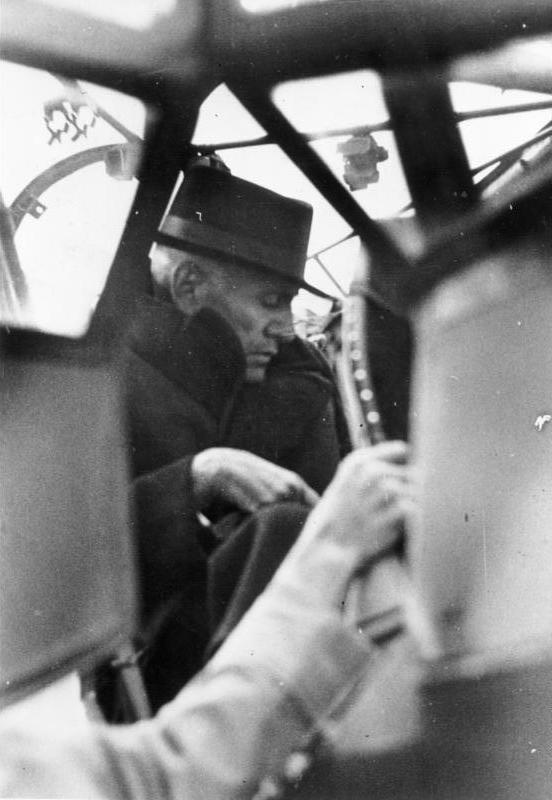
Mussolini sullo Storch che lo condurrà a Pratica di Mare

Dopo l'armistizio diramato via radio e la fuga della famiglia reale e del capo del governo Badoglio verso Pescara, Gueli si trovò a dover gestire in autonomia la prigionia di Mussolini. Nonostante l'articolo 29 dell'armistizio prevedesse la consegna del Duce agli Alleati, nei giorni successivi Badoglio e il governo si disinteressarono della faccenda, senza dare ordini precisi alla guarnigione italiana sul Gran Sasso. La sera del 10 settembre, Radio Stoccolma annunciò che il dittatore italiano sarebbe stato consegnato agli Alleati in Nordafrica, e nonostante Gueli avesse l'autorizzazione a disporre del prigioniero in caso di eventuale trasferimento doveva concordare il tutto con il tenente Faiola che, come tutti i carabinieri, era legato al giuramento prestato al re e si riteneva quantomai dipendente dalle direttive del governo e di Badoglio.
La mattina del 12 settembre il prefetto dell'Aquila incontrò Gueli, comunicandogli che alcune informazioni da lui raccolte indicavano che i tedeschi stessero per attaccare l'albergo. Gueli non condivise immediatamente l'informazione con Faiola, forse in attesa di ulteriori comunicazioni da parte del governo, comunicazioni che comunque non sarebbero potute arrivare dato che le avanguardie motorizzate tedesche che precedevano la colonna di Mors avevano già reciso i cavi telefonici e isolato l'albergo. Il capo della polizia Senise riuscì infatti a comunicare con Gueli solo verso le 13:00, inviando un radiotelegramma al questore dell'Aquila che lo inoltrò a Gueli. Sul foglietto c'era scritto l'ambigua frase «Raccomandare all'ispettore Gueli la massima prudenza». 
Secondo lo storico Patricelli quel messaggio poteva significare due cose, intensificare la sorveglianza o salvaguardare la vita di Mussolini, e Gueli optò per la seconda ipotesi. Anche Faiola sposò la tesi che non sarebbe stato il caso di usare le armi se i tedeschi si fossero presentati per liberare Mussolini e negò sempre che gli fosse stato impartito l'ordine di sopprimere il prigioniero. 
Il maresciallo Antichi, comunque, nel 1958 scrisse che lui e Faiola piuttosto che consegnare Mussolini lo avrebbero soppresso «perché questi erano gli ordini che avevamo e che nessuno, per tutto il 9 settembre e la notte successiva, ci revocò». I due dunque concordarono che in caso di emergenza non avrebbero fatto ricorso alle armi. Quando i primi alianti comparirono sui cieli del Gran Sasso, i sorveglianti non abbozzarono alcuna reazione e quando i primi tedeschi uscirono dai velivoli armi in pugno nessuno tra carabinieri e poliziotti fece nulla per contrastarli. L'effetto sorpresa e la determinazione degli assalitori certamente giocarono un ruolo fondamentale lasciando di sasso gli italiani: «Erano armati fino ai denti» ricordò nel 1993 il poliziotto Ivreo Greghi «e non ci passò minimamente per la testa l'idea d'ingaggiare battaglia. Col loro arrivo per noi era finito l'incubo della custodia di Mussolini. Forse anche noi saremmo tornati a casa».
L'atteggiamento di Gueli in tutta la vicenda nel gestire il servizio d'ordine resta in ogni caso ambiguo: fece disporre le armi automatiche nello scantinato e le munizioni chiuse a chiave in una stanza, i cani da guardia furono legati agli angoli più improbabili dell'edificio e rifiutò altri cinquanta uomini per il presidio e un cannone leggero da dislocare alla base della funivia. Diverse testimonianze poi concordano nel riferire come la segretaria dell'albergo, Flavia Magnanelli, avesse a più riprese avuto contatti telefonici in tedesco senza che nessuno si interessasse a capire con chi stesse parlando. Sempre secondo Patricelli, «[t]roppe, le circostanze, per pensare solo alla casualità o che Gueli si trovasse impreparato a gestire un gioco più grande di lui. Chiunque al suo posto, con un minimo di esperienza - e lui di esperienza ne aveva abbastanza - avrebbe fatto di più e meglio». 
Come risalta sia dalle memorie di Gueli sia da quelle di Senise, quest'ultimo, fin dal primo colloquio con Gueli, aveva detto che si trattava di salvaguardare Mussolini e di impedire in tutti i modi che i tedeschi lo rapissero e tale ordine era stato poi riassunto in una frase che Senise aveva ribadito più volte allo stesso Gueli durante la prigionia, ossia «agire con la massima prudenza». Tale frase, però, dopo la presa di Roma da parte dei tedeschi – quando il rischio che essi arrivassero a Mussolini era sempre più concreto – passò forse a significare che bisognava salvaguardare la vita di Mussolini, anche se ad arrivare per primi fossero stati i tedeschi. Del resto, l'ultima volta che ricevette l'ordine da parte di Senise sotto la forma della frase in codice, Gueli la interpretò in questo modo: «Al caso, bisogna evitare spargimenti di sangue».

### Esplicative
1. ↑  Secondo lo storico Marco Patricelli, il ruolo avuto da Soleti fu sostanzialmente inutile. Skorzeny sostenne di aver voluto Soleti perché favorevole ai tedeschi e perché col suo grado avrebbe fatto desistere i reparti italiani a guardia dell'albergo. In realtà, diverse testimonianze confermano come Soleti fu preso di forza e utilizzato come possibile scudo-ostaggio, tanto che secondo von Berlepsch e il tenente Heidenreich Soleti tentò in due occasioni di suicidarsi con un colpo alla testa prima di essere imbarcato sull'aliante. Di fatto, dopo un violento atterraggio che lo scombussolò non poco, Soleti non fu praticamente di alcun aiuto e non ebbe ruolo nel far desistere gli italiani dall'opporre resistenza. Vedi: Patricelli, pp. da 105 a 110 e Forczyc, pp. 80-81.
2. ↑  Non vi sono ricostruzioni univoche dell'accaduto: lo storico locale Walter Cavalieri parla dell'uccisione di due carabinieri (Giovanni Natale, colpito mentre fuggiva, e un suo collega di cui non vengono date le generalità); Marco Patricelli invece colloca la morte della guardia forestale mentre tentava di dare l'allarme e del carabiniere all'interno dello scontro a fuoco, classificandole dunque come atti di guerra. Le testimonianze dei familiari, tuttavia, indicano una dinamica differente, secondo la quale la guardia forestale morì nel tentativo di mettere in salvo la propria famiglia, in ogni caso senza avere la minima intenzione di incrociare le armi con i tedeschi. A suffragare tali affermazioni vi è il rapporto dei carabinieri di Assergi n. 25 del 19 settembre 1943, redatto dal brigadiere Caruso, che rileva come non vi fosse stato alcun tentativo di dare l'allarme, giacché il posto di blocco distava oltre un centinaio di metri dal fienile da cui mosse Vitocco, intento ad accudire gli animali; esclude, inoltre, qualsiasi sua volontà di offendere. Anche la dinamica del ferimento descritta da Caruso, con il proiettile che perforò la guardia campestre da parte a parte, da sinistra a destra uscendo davanti, indica che essa prestava le spalle ai militari tedeschi: dunque, nel momento in cui Vitocco fu colpito correva in direzione opposta al luogo in cui si consumò la sparatoria. Vedi:  Episodio di Assergi (AQ), 12.09.1943 (PDF), su straginazifasciste.it. URL consultato il 15 ottobre 2023.

### Bibliografiche
1. ↑  Milza, p. 889.
2. ↑  Milza, pp. 890-893.
3. ↑  Milza, pp. 894-895.
4. ↑  Milza, pp. 895-897.
5. 1 2  Forczyc, p. 16.
6. ↑  Forczyc, p. 17.
7. ↑  Forczyc, p. 35.
8. ↑  Forczyc, p. 36.
9. ↑  Deakin, p. 537.
10. ↑  Forczyc, p. 41.
11. ↑  Forczyc, pp. 42-43.
12. ↑  Forczyc, p. 44.
13. ↑  Forczyc, p. 45.
14. ↑  Patricelli, p. 72.
15. ↑  Forczyc, p. 47.
16. ↑  Forczyc, pp. 47-48.
17. ↑  Forczyc, pp. 50-51.
18. 1 2  Forczyc, p. 52.
19. 1 2  Patricelli, pp. 78-79.
20. ↑  Forczyc, pp. 55-57.
21. ↑  Forczyc, p. 58.
22. ↑  Patricelli, pp. 81-82.
23. ↑  Forczyc, p. 70.
24. ↑  Forczyc, pp. 71.72.
25. ↑  Forczyc, p. 73.
26. ↑  Forczyc, pp. 80-81.
27. ↑  Patricelli, p. 116.
28. 1 2  Patricelli, pp. 96-97.
29. ↑  Forczyc, pp. 81-82.
30. ↑  Forczyc, pp. 83-84.
31. ↑  Patricelli, pp. 100-101.
32. ↑  Deakin, pp. 538-547.
33. ↑  Forczyc, p. 91.
34. ↑  Patricelli, p. 125.
35. ↑  Patricelli, pp. 127-128.
36. ↑  Forczyc, pp. 92-93.
37. ↑  Deakin, pp. 546-552.
38. ↑  Forczyc, p. 95.
39. ↑  Patricelli, p. 94.
40. ↑  Patricelli, p. 135.
41. ↑  Patricelli, p. 131.
42. ↑  Patricelli, pp. 148-149.
43. ↑  Forczyc, pp. 96-97.
44. ↑  Patricelli, pp. 132-133.
45. 1 2  Forczyc, p. 102.
46. ↑  Forczyc, pp. 110-111.
47. ↑  Patricelli, pp. 161-162.
48. ↑  Forczyc, pp. 98-99.
49. ↑  Patricelli, pp. 132, 138.
50. ↑  Patricelli, pp. 153-154.
51. 1 2   Erich Kuby, Il tradimento tedesco, Milano, Rizzoli, 1987  [1982],  p. 304, ISBN 978-88-17-16618-8.
52. ↑  Patricelli, p. 68.
53. ↑  Patricelli, pp. 62, 63-68.
54. ↑  Forczyc, p. 103.
55. ↑   Dal Gran Consiglio al Gran Sasso, Rai, 1973,  a 39 min 30 s.
56. ↑  Forczyc, p. 99.
57. ↑   Rick Atkinson, Il giorno della battaglia. Gli Alleati in Italia 1943-1944, Milano, Mondadori, 2008  [2007],  p. 288, ISBN 978-88-04-58396-7.
58. ↑   John Gooch, Le guerre di Mussolini. Dal trionfo alla disfatta, Roma, Newton Compton, 2020  [2019],  p. 425, ISBN 978-88-227-3986-5.
59. ↑  Patricelli, p. 117.
60. ↑  Patricelli, p. 118.
61. ↑  Patricelli, pp. 118-119.
62. ↑  Patricelli, pp. 146-147.
63. ↑  Patricelli, pp. 119-120.
64. ↑  Patricelli, p. 121.
65. ↑  Patricelli, pp. 143-145.
66. ↑   Vittorio Coco, Il poliziotto di un regime totalitario. Vita e carriera di Giuseppe Gueli, in Qualestoria, IrsrecFVG, giugno 2013.